# Brinton
Brinton is een civil parish in het bestuurlijke gebied North Norfolk, in het Engelse graafschap Norfolk met 222 inwoners.